# Nicholas D’Antonio Salza
Nicholas D’Antonio Salza OFM (* 10. Juli 1916 in Rochester, New York; † 1. August 2009) war Prälat von Inmaculada Concepción de la B.V.M. en Olancho.

## Leben
Am 7. Juni 1942 empfing Nicholas D’Antonio Salza das Sakrament der Priesterweihe.
Papst Paul VI. berief ihn am 28. Dezember 1963 zum Prälaten von Inmaculada Concepción de la B.V.M. en Olancho (ab 1987 Bistum Juticalpa) und am 9. April 1966 zum Titularbischof von Giufi Salaria. Die Bischofsweihe erfolgte am 25. Juli desselben Jahres durch den Erzbischof von Baltimore Lawrence Kardinal Shehan; Mitkonsekratoren waren Sante Portalupi, Apostolischer Nuntius in Honduras und Nicaragua, und Bernardino N. Mazzarella OFM, Bischof von Comayagua. Am 6. August 1977 nahm Papst Paul VI. seinen Rücktritt an.
1994 pilgerte er nach Međugorje und war auf Einladung von Paul Hnilica Teilnehmer der zehnten Jahresfeier der Wallfahrtsstätte.